# Yumemizuki no Alice
Yumemizuki no Alice (jap. 夢見月のアリス Yumemizuki no Arisu) – szósty singel japońskiej piosenkarki Yukari Tamury, wydany 26 maja 2004 roku. Utwór tytułowy wykorzystano w rozpoczęciach programu radiowego Tamura Yukari no Kuro Usagi no Kobeya (jap. 田村ゆかりの黒うさぎの小部屋), a Sora no mukōgawa ni użyto w jego zakończeniach. Singel sprzedał się w nakładzie 4 230 egzemplarzy.

## Lista utworów
| Nr | Tytuł                                       | Słowa         | Kompozycja   | Aranżacja    | Czas |
| -- | ------------------------------------------- | ------------- | ------------ | ------------ | ---- |
| 1. | "Yumemizuki no Alice" (jap. 夢見月のアリス) | Uran          | Kaoru Ōkubo  | Kaoru Ōkubo  | 4:23 |
| 2. | "Sora no mukōgawa ni" (jap. 空の向こう側に) | Masatomo Ōta  | Masatomo Ōta | Masatomo Ōta | 4:48 |
| 3. | "Sugar Time Trip"                           | Yukiko Mitsui | Masatomo Ōta | Masatomo Ōta | 4:39 |